# Barilius dogarsinghi
Barilius dogarsinghi är en fiskart som beskrevs av Hora 1921. Barilius dogarsinghi ingår i släktet Barilius och familjen karpfiskar. IUCN kategoriserar arten globalt som sårbar. Inga underarter finns listade.